# Suimangues
Suimanga és el nom comú que s'aplica a les espècies d'ocells de la família dels nectarínids (Nectariniidae), dins l'ordre dels passeriformes. Són aus petites i esveltes del Vell Món, generalment amb el bec corbat cap avall. Sovint mostren colors brillants i plomes iridescents, sobretot els mascles. Moltes espècies també tenen les plomes de la cua especialment llargues. La seva distribució s'estén per la major part d'Àfrica i l'Àsia meridional, arribant al nord d'Austràlia. La diversitat d'espècies és més alta a les regions equatorials.
Hi ha 145 espècies en 16 gèneres. La major part de les espècies s'alimenten principalment de nèctar, però també mengen insectes i aranyes, sobretot quan alimenten les seves cries. Per accedir al nèctar de les flors que impedeixen l'accés per la seva forma, com per exemple les flors llargues i estretes, els suimangues punxen la base, a prop dels nectaris, i en beuen el nèctar. Les fruites també són part de la dieta en algunes espècies. El seu vol és ràpid i directe, gràcies a les seves ales curtes.
Els suimangues tenen com a equivalents dos grups molt poc relacionats: els colibrís d'Amèrica i els menjamels d'Austràlia. Les semblances són producte d'una evolució convergent motivada pel similar estil de vida basat en l'alimentació a base de nèctar. Algunes espècies de suimangues poden prendre el nèctar en vol, a la manera dels colibrís, però generalment ho fan posats.

## Descripció

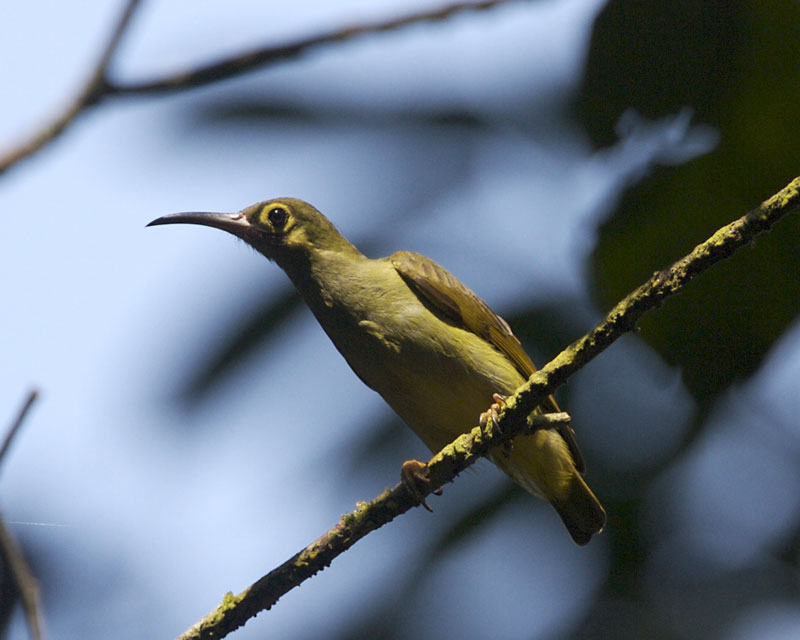
Els arachnothera són l'espècie de suimangues d'una mida més gran

Les diferents espècies varien en grandària, des del més petit, el suimanga ventrenegre (Cinnyris nectarinioides), que pesa uns 5 gr, fins al més gran, l'aranyera d'ulleres (Arachnothera flavigaster), al voltant de 45 gr. Hi ha un fort dimorfisme sexual. Normalment els mascles tenen plomatges de color brillants i iridescent. A més, les cues de moltes espècies són més llargues en els mascles, que en general són més grans que les femelles. Tenen becs llargs i prims, corbats cap a baix, amb llengües tubulars acabades en pinzells, com adaptació a l'alimentació a base de nèctar. Un cas especial pel que fa a la morfologia és el de les espècies del gènere Arachnothera, el de les aus més grans de la família, amb plomatge marró monòton, sense dimorfisme sexual i un bec llarg i corbat cap a baix.
Tenen un comportament metabòlic semblant al dels colibrís dels Andes, en el sentit que les espècies que viuen a altituds o latituds elevades entraran en letargia mentre descansen a la nit, baixant la seva temperatura corporal i entrant en un estat de baixa activitat i capacitat de resposta.
Els règims de muda són complexos i diferents segons les espècies. Moltes espècies no tenen plomatge d'hivern, però sí que tenen plomatge juvenil. Algunes espècies mostren un plomatge més apagat durant la temporada baixa. En els mesos secs de juny a agost, els mascles de plomatges iridescents perden gran part de la seva brillantor metàl·lica. En alguns casos, diferents poblacions de la mateixa espècie poden mostrar variacions pel que fa als règims de muda.

## Hàbitat i distribució
Aquesta família habita les zones tropicals del Vell Món, amb representants en Àfrica, Àsia i Australàsia. A l'África habiten sobretot al sud del Sàhara i Madagascar, però també a Egipte. A Àsia, es distribueixen a la llarga de la costa del Mar Roig, al nord d'Israel, amb un salt en la distribució fins a l'Iran, i des d'aquí fins a la Xina meridional i Indonèsia. En Australàsia, habita Nova Guinea, nord d'Austràlia i Salomó. En general no viu a les illes oceàniques, amb l'excepció de les Seychelles. La majoria d'espècies es troben a l'Àfrica, on probablement es va originar el grup. La major part de les espècies són sedentàries o migrants estacionals de curta distància.
Els nectarínids ocupen hàbitats variats, amb una majoria d'espècies al bosc primari, però també als boscos secundaris, boscos oberts, matollars oberts i sabanes, matoll costaner i bosc alpí. Algunes espècies s'han adaptat ràpidament als hàbitats humanitzats, com les plantacions, jardins i terres de conreu. Moltes espècies poden ocupar una gran varietat d'hàbitats des del nivell del mar fins als 4.900 m.

## Comportament
Són aus diürnes que generalment viuen en parelles o de vegades en petits grups familiars. Unes poques espècies es reuneixen de tant en tant en grups més grans, a voltes per atacar a potencials depredadors o per defensar els seus territoris.

### Cria

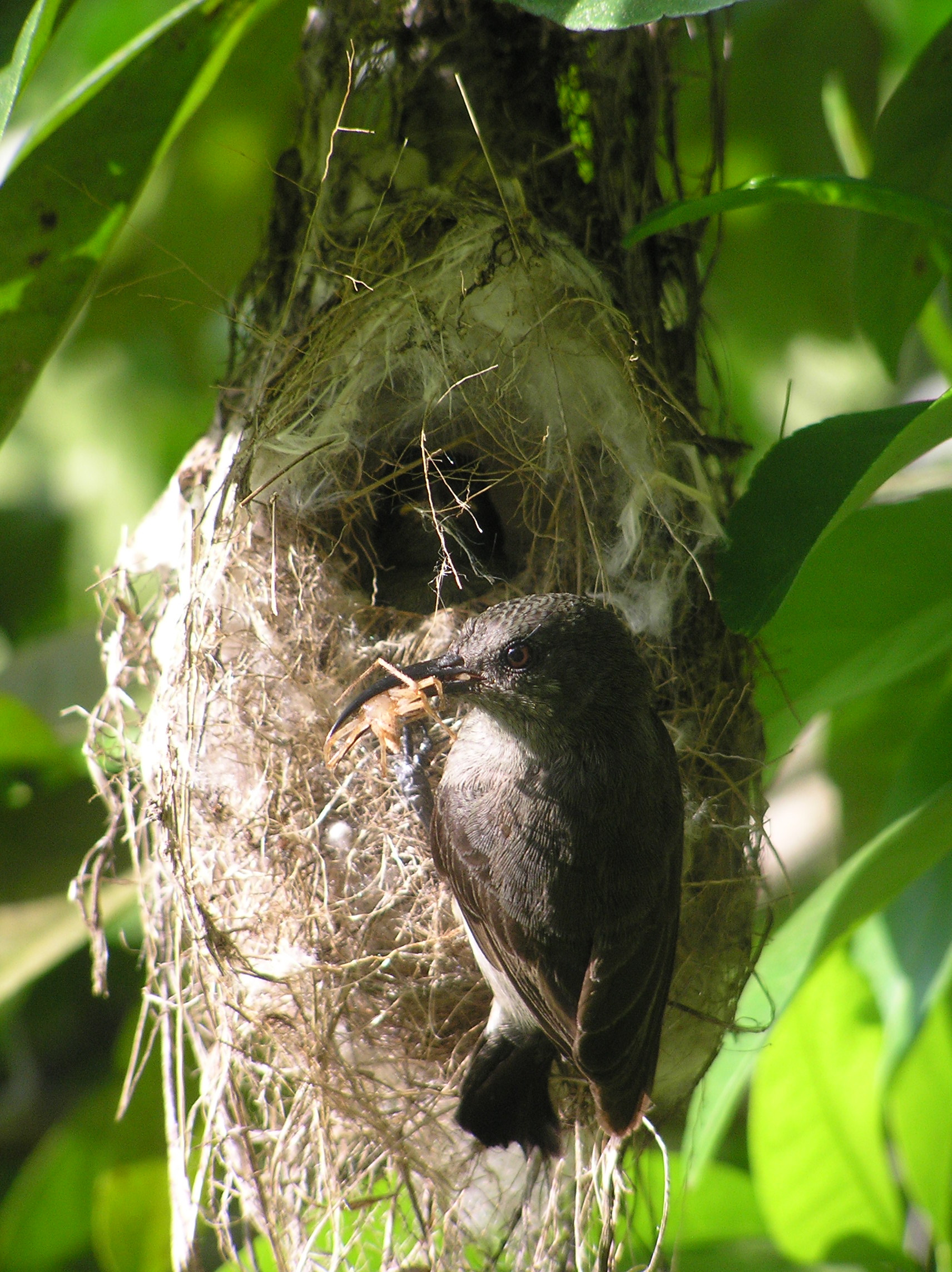
Femella al niu amb la presa

Els suimangues que no es reprodueixen a les regions equatorials solen ser criadors de temporada, i la majoria aprofiten amb aquesta finalitat l'estació humida, debut a la major disponibilitat d'insectes per alimentar els joves. La reproducció durant l'estació seca, com és el cas de Nectarinia adelberti, es considera associada amb la floració de les plantes de les quals s'alimenta. Les espècies que crien a les zones equatorials es reprodueixen en qualsevol època de l'any. En general són monògams i territorials.
En general fan el niu amb forma de bossa, tancat i suspès de branques primes. Els nius del gènere Arachnothera són diferents. Alguns, com els fets per Arachnothera longirostra, tenen forma de petites tasses teixides a la part inferior de grans fulles. Els nius d'Arachnothera són discrets, contrastant amb la resta de gèneres que són més visibles. En la majoria de les espècies la femella construeix el niu sense ajuda. La posta és de fins a quatre ous. El mascle coopera en l'alimentació dels pollets després de l'eclosió. En el cas del gènere Arachnothera, ambdós sexes cooperen covant els ous. Els nius dels nectàrids solen ser objectiu de paràsits de cria, com els cucuts i els indicatòrids.

### Pol·linització

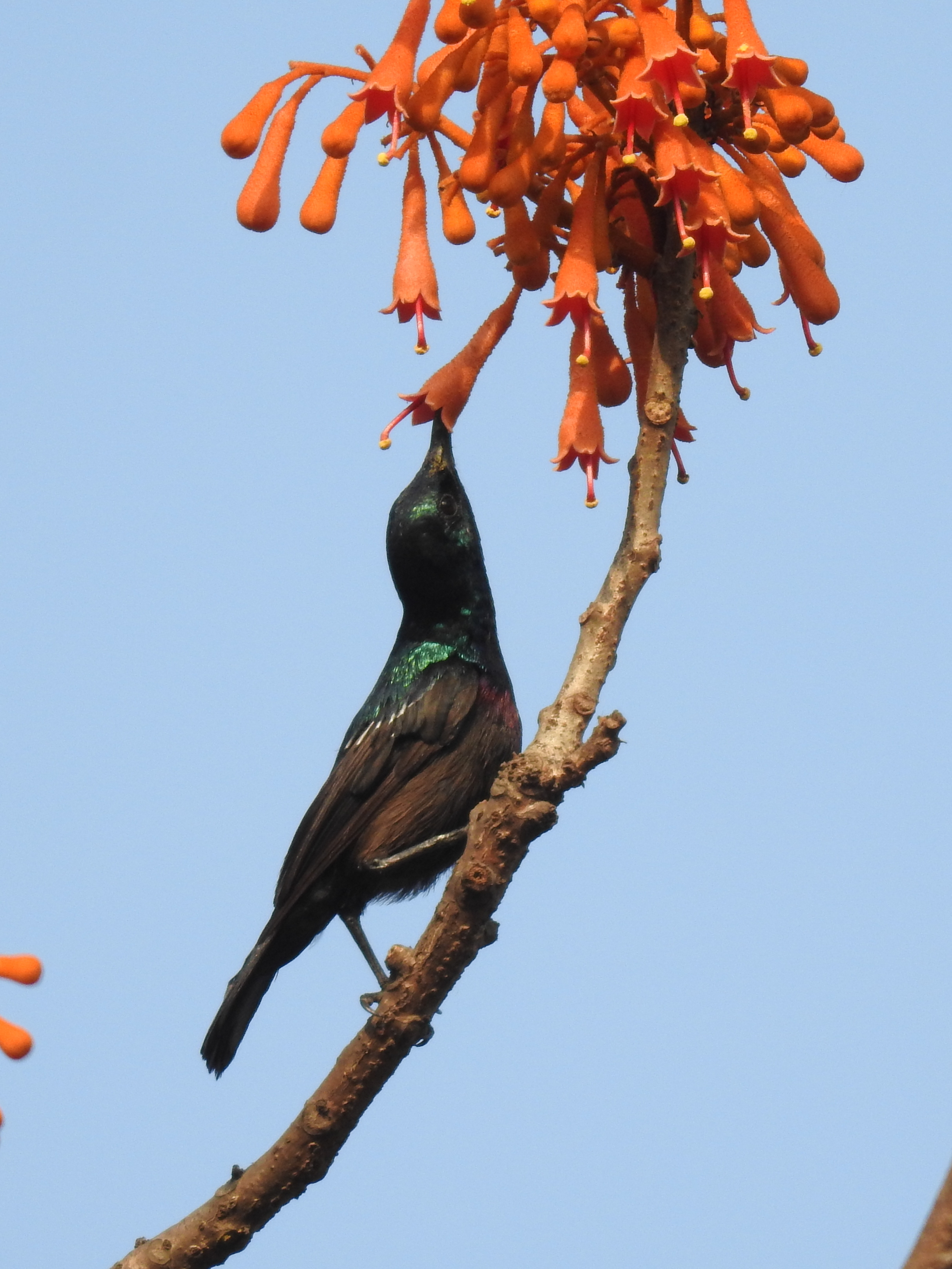
Una suimanga bevent nèctar d'una flor pol·linitzada per ocells

Com que el nèctar és una font d'aliment principal per aquests ocells, són pol·linitzadors importants als ecosistemes africans. Les flors pol·linitzades solen ser llargues, tubulars i de color vermell a taronja, mostrant una evolució convergent amb moltes flors pol·linitzades per colibrís a les Amèriques. Una diferència clau és que els suimangues no poden planejar, de manera que les flors i les inflorescències pol·linitzades per ocells solars solen ser més resistents que les flors pol·linitzades per colibrís, amb un lloc d'aterratge adequat des del qual l'ocell es pot alimentar. Són pol·linitzadors crítics per a moltes plantes africanes icòniques, incloses les protees, àloes, bruc, Arbres de corall eritrines, i flors del paradís. L'especialització enfront d'altres pol·linitzadors ha contribuït a l'especiació de les plantes, afavorint la diversitat de flora excepcionalment alta del sud d'Àfrica.

## Relació amb els humans
En general, la família s'ha conservat millor que moltes altres, amb només set espècies amenaçades d'extinció. La majoria de les espècies són bastant resistents als canvis d'hàbitat i, tot i que són atractives, la família no és buscada pel comerç d'ocells de gàbia, ja que tenen el que es considera un cant desagradable i són difícils de mantenir amb vida. Es consideren ocells atractius i entren fàcilment als jardins on hi ha plantes amb flors que els atreguin. Hi ha algunes interaccions negatives, per exemple, la suimanga de pit escarlata es considera una plaga a les plantacions de cacau ja que propaga vescs paràsits.

## Llista de gèneres
La família conté 146 espècies, dividides en 16 gèneres.
| Imatge | Gènere                                    | Espècies |
| ------ | ----------------------------------------- | --- |
|        | Chalcoparia Cabanis, 1850                 | - Chalcoparia singalensis (monotípic) – Suimanga de galtes robí |
|        | Deleornis Wolters, 1977                   | - Suimanga de Fraser, Deleornis fraseri - Suimanga capgrís, Deleornis axillaris |
|        | Anthreptes Swainson, 1832                 | Llista Suimanga de Reichenow, Anthreptes reichenowi Suimanga d'Anchieta, Anthreptes anchietae Suimanga frontnegre, Anthreptes simplex Suimanga gorjabrú, Anthreptes malacensis Suimanga gorjagrís, Anthreptes griseigularis Suimanga gorja-roig, Anthreptes rhodolaemus Suimanga bru, Anthreptes gabonicus Suimanga violaci, Anthreptes longuemarei Suimanga de Kenya, Anthreptes orientalis Suimanga dels Uluguru, Anthreptes neglectus Suimanga de cua violàcia, Anthreptes aurantius Suimanga de Seimund, Anthreptes seimundi Suimanga bec-recte, Anthreptes rectirostris Suimanga barbagrís, Anthreptes tephrolaemus Suimanga de collar vermell, Anthreptes rubritorques |
|        | Hedydipna Cabanis, 1850                   | - Suimanga de gorgera, Hedydipna collaris - Suimanga pigmeu, Hedydipna platura - Suimanga del Nil, Hedydipna metallica - Suimanga d'Amani, Hedydipna pallidigaster |
|        | Anabathmis Reichenow, 1905                | - Suimanga de Reichenbach, Anabathmis reichenbachii - Suimanga de Príncipe, Anabathmis hartlaubii - Suimanga de Newton, Anabathmis newtonii |
|        | Dreptes Illiger, 1811                     | - Dreptes thomensis (monotípic) – suimanga gegant |
|        | Anthobaphes Cabanis, 1850                 | - Anthobaphes violacea (monotípic) – suimanga de pit taronja |
|        | Cyanomitra Reichenbach, 1853              | - Suimanga capverd, Cyanomitra verticalis - Suimanga de Bannerman, Cyanomitra bannermani - Suimanga gorjablau, Cyanomitra cyanolaema - Suimanga del Camerun, Cyanomitra oritis - Suimanga capblau, Cyanomitra alinae - Suimanga olivaci, Cyanomitra olivacea - Suimanga murí, Cyanomitra veroxii |
|        | Chalcomitra Reichenbach, 1853             | - Suimanga gorjablanc, Chalcomitra adelberti - Suimanga carmelità, Chalcomitra fuliginosa - Suimanga gorjaverd, Chalcomitra rubescens - Suimanga ametista, Chalcomitra amethystina - Suimanga de pit escarlata, Chalcomitra senegalensis - Suimanga de Hunter, Chalcomitra hunteri - Suimanga de Socotra, Chalcomitra balfouri |
|        | Leptocoma Cabanis, 1850                   | - Suimanga de carpó porpra, Leptocoma zeylonica - Suimanga menut, Leptocoma minima - Suimanga de gorja porpra, Leptocoma sperata - Suimanga multicolor, Leptocoma brasiliana - Suimanga setinat, Leptocoma sericea - Suimanga de Macklot, Leptocoma calcostetha |
|        | Nectarinia Illiger, 1811                  | - Suimanga de Bocage, Nectarinia bocagii - Suimanga de ventre porpra, Nectarinia purpureiventris - Suimanga del Tekezé, Nectarinia tacazze - Suimanga bronzat, Nectarinia kilimensis - Suimanga malaquita, Nectarinia famosa - Suimanga de Johnston, Nectarinia johnstoni |
|        | Drepanorhynchus Fischer & Reichenow, 1884 | - Drepanorhynchus reichenowi |
|        | Cinnyris Cuvier, 1816                     | Llista Suimanga de ventre olivaci, Cinnyris chloropygius Suimanga nan, Cinnyris minullus Suimanga del miombo oriental, Cinnyris manoensis Suimanga del miombo occidental, Cinnyris gertrudis Suimanga d'acer, Cinnyris chalybeus Suimanga de Neergaard, Cinnyris neergaardi Suimanga de Stuhlmann, Cinnyris stuhlmanni Suimanga de Whyte, Cinnyris whytei Suimanga de Prigogine, Cinnyris prigoginei Suimanga d'Angola, Cinnyris ludovicensis Suimanga de Preuss, Cinnyris reichenowi Suimanga de doble collar, Cinnyris afer Suimanga reial, Cinnyris regius Suimanga de Rockefeller, Cinnyris rockefelleri Suimanga del Kilimanjaro, Cinnyris mediocris Suimanga dels Usambara, Cinnyris usambaricus Suimanga de Fülleborn, Cinnyris fuelleborni Suimanga de Moreau, Cinnyris moreaui Suimanga cuallarg, Cinnyris pulchellus Suimanga de Loveridge, Cinnyris loveridgei Suimanga del Marico, Cinnyris mariquensis Suimanga de Shelley, Cinnyris shelleyi Suimanga de Hofmann, Cinnyris hofmanni Suimanga del Congo, Cinnyris congensis Suimanga pit-roig, Cinnyris erythrocerca Suimanga ventrenegre, Cinnyris nectarinioides Suimanga de banda porpra, Cinnyris bifasciatus Suimanga del Tsavo, Cinnyris tsavoensis Suimanga de pit violaci, Cinnyris chalcomelas Suimanga de l'illa de Pemba, Cinnyris pembae Suimanga de Bouvier, Cinnyris bouvieri Suimanga de Palestina, Cinnyris osea Suimanga d'Aràbia, Cinnyris hellmayri Suimanga lluent, Cinnyris habessinicus Suimanga esplèndid, Cinnyris coccinigaster Suimanga de Johanna, Cinnyris johannae Suimanga superb, Cinnyris superbus Suimanga ala-roig, Cinnyris rufipennis Suimanga d'Oustalet, Cinnyris oustaleti Suimanga ventreblanc, Cinnyris talatala Suimanga variable, Cinnyris venustus Suimanga fosc, Cinnyris fuscus Suimanga d'Úrsula, Cinnyris ursulae Suimanga de Bates, Cinnyris batesi Suimanga de coure, Cinnyris cupreus Suimanga porpra, Cinnyris asiaticus Suimanga de dors olivaci, Cinnyris jugularis Suimanga de Sumba, Cinnyris buettikoferi Suimanga ardent, Cinnyris solaris |
|        | Aethopyga Cabanis, 1851                   | Llista Suimanga de Hachisuka, Aethopyga primigenia Suimanga de Bolton, Aethopyga boltoni Suimanga de Lina, Aethopyga linaraborae Suimanga flamíger, Aethopyga flagrans Suimanga de clatell castany, Aethopyga guimarasensis Suimanga d'ales d'acer, Aethopyga pulcherrima Suimanga de Luzon, Aethopyga jefferyi Suimanga de Bohol, Aethopyga decorosa Suimanga elegant, Aethopyga duyvenbodei Suimanga de Palawan, Aethopyga shelleyi Suimanga orellut, Aethopyga bella Suimanga de Gould, Aethopyga gouldiae Suimanga cuaverd, Aethopyga nipalensis Suimanga de flancs blancs, Aethopyga eximia Suimanga cuaforcat, Aethopyga christinae Suimanga d'armadura, Aethopyga saturata Suimanga escarlata, Aethopyga siparaja Suimanga magnífic Aethopyga magnifica Suimanga de Vigors, Aethopyga vigorsii Suimanga de Java, Aethopyga mystacalis Suimanga de Temminck, Aethopyga temminckii Suimanga cua de foc, Aethopyga ignicauda |
|        | Kurochkinegramma Kashain, 1978            | - Kurochkinegramma hypogrammicum (monotípic) – aranyera de clatell porpra |
|        | Arachnothera Temminck, 1826               | Llista Aranyera menuda, Arachnothera longirostra Aranyera flamígera, Arachnothera flammifera Aranyera de Palawan, Arachnothera dilutior Aranyera becgrossa, Arachnothera crassirostris Aranyera becllarga, Arachnothera robusta Aranyera d'ulleres, Arachnothera flavigaster Aranyera d'orelles grogues, Arachnothera chrysogenys Aranyera caranua, Arachnothera clarae Aranyera modesta, Arachnothera modesta Aranyera pitestriada, Arachnothera affinis Aranyera de Borneo, Arachnothera everetti Aranyera estriada, Arachnothera magna Aranyera de Whitehead, Arachnothera juliae |